# Domenico Zipoli
Domenico Zipoli S.J. (* 17. Oktober 1688 in Prato; † 2. Januar 1726 in Santa Catalina, bei Córdoba (Argentinien)) war ein italienischer Jesuit und Missionar. Er wurde vor allem als Barockkomponist und Organist bekannt.

## Leben
Zipoli wurde am 17. (andere Quellen geben den 16. oder 18. an) Oktober 1688 im toskanischen Prato geboren. Dort begann sein erster Musikunterricht bei den Kapellmeistern der städtischen Kathedrale. Aufgrund finanzieller Unterstützung durch Großherzog Cosimo III. de’ Medici konnte er 1707 sein Studium in Florenz weiterführen. Ein Jahr später fuhr er nach Rom, wo er sein Studium begann und später mit Bernardo Pasquini zusammentraf. Zwischenzeitlich hielt er sich kurz in Bologna und Neapel auf, von wo er aber aufgrund von Meinungsverschiedenheiten mit Alessandro Scarlatti fortging. 1710 übernahm er das Amt des Organisten der Santa Maria in Trastevere. Während dieser Zeit in Rom komponierte er seine ersten Messen und Oratorien. 1716 veröffentlichte er seine Sonate d’Intavolatura für Orgel und Cembalo.
Im selben Jahr wurde er Mitglied des Jesuitenordens, seine Eintrittsmotivation war der Wunsch als Musiker in die Jesuitenreduktionen zu gehen. Er lebte ein Jahr lang in Sevilla. Im April 1717 begann seine Reise nach Südamerika, wo er drei Monate später ankam und sich schließlich bei Córdoba niederließ. Neben der Fortführung seines Theologie- und Philosophiestudiums widmete er sich auch hier weiterhin der Musik. Seine Kompositionen erlangten unter den Missionsmitgliedern große Berühmtheit, zeitgenössische Kopien finden sich in vielen Bibliotheken Lateinamerikas. P. Piotr Nawrot SVD edierte die im Archivo Musical de Chiquitos und im Archivo Musical de Moxos (beide in Bolivien) wiedergefundenen Partituren, darunter Messen, Hymnen und Psalmvertonungen. Zipoli starb 37-jährig an Tuberkulose, kurz bevor er die Priesterweihe hätte erhalten sollen.

## Werke

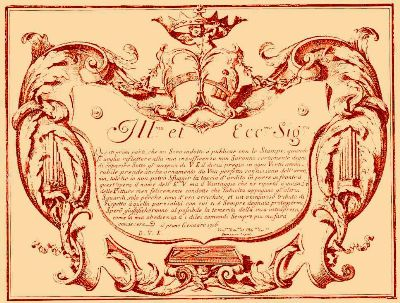
Widmung aus Zipolis Sonate d’intavolatura

Domenico Zipoli ist vor allem für seine Orgel- und Cembalowerke bekannt. Insbesondere seine Vokalwerke sind jedoch nur bruchstückhaft überliefert.
Vokalwerke:
- Missa Brevis („Missa Zipoli“) in F-Dur
- Missa di S. Ignazio in F-Dur
- Missa di Potosí in F-Dur
- Daneben Psalmenvertonungen, Hymnen und andere Werke

Instrumentalwerke:
- Sonate d’intavolatura Op. 1 (Rom, 1716)
- Daneben weitere Werke für Tasteninstrumente

Opern:
- San Ignacio (Überarbeitung der Partitur eines unbekannten Komponisten in Bolivien)

## Hörbeispiele
Pastorale aus Sonate d’intavolatura für Orgelⓘ
Gavotta in h-Moll aus Sonate d’intavolatura für Cembaloⓘ
Largo in h-Moll aus Sonate d’intavolatura für Cembaloⓘ